# James Mapelli

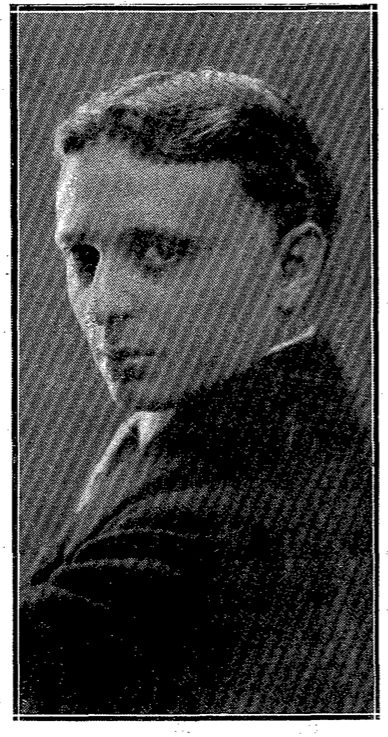
Ritratto di James Mapelli dal quotidiano spagnolo ABC del 31 maggio 1913

James Mapelli (Lombardia, 1880? – Buenos Aires, 2 novembre 1951) è stato un illusionista italiano, ipnotista da palcoscenico e psicoterapeuta del XX secolo..

## Biografia
Le notizie sulla prima parte della vita provengono da fonti giornalistiche secondo le quali sarebbe nato in Lombardia nel 1880; figlio di un primario dell’ospedale Maggiore di Milano, si sarebbe laureato in medicina a Torino. Si definiva allievo di Cesare Lombroso e avrebbe seguito corsi di clinici famosi tra cui Wernicke, Morselli, Bianchi, Tamburini, Gilles de la Tourette, Janet e altri ancora. 
Dal 1911 Mapelli si esibiva in molti teatri italiani, affiancando sedute di consultazione ipnotica alle esibizioni teatrali. Era solito definirsi “professore” secondo l’usanza di molti illusionisti dell’epoca. Vantava di essersi esibito in varie corti tra cui davanti al conte di Torino, la regina Maria Pia di Portogallo e il re Leopoldo del Belgio e di aver studiato le anomalie mentali nei principali manicomi d’Europa perfezionando l’applicazione terapeutica dell’ipnotismo.
Nel 1912 è il protagonista del film Ipnosi, diretto dal regista Cesare Gani Carini, in cui è affiancato da Bice Waleran.. Questo film, che conteneva varie dimostrazioni d'ipnosi eseguite da Mapelli, contribuì alla sua notorietà ma anche a far tornare attuale la questione della liceità degli spettacoli d'ipnosi. Trasferitosi in Spagna Mapelli ebbe grande successo nei teatri con dimostrazioni di ipnotismo, mentalismo e fenomeni telepatici. Nel 1916 compì una tournée in Canada a cui seguirono due settimane di dimostrazioni gratuite presso ospedali e davanti a medici interessati. In Argentina riprese le esibizioni teatrali con un repertorio che comprendeva numeri di telepatia, trasmissione della volontà e suggestione a distanza.
È considerato un precursore della psicoterapia in Argentina
A metà degli anni Venti svolse attività clinica in un consultorio esterno dell’Hospital Pirovano, messo a disposizione dal suo direttore Fortunato Canevari, dove effettuava il trattamento di pazienti inviati da famosi clinici che non avevano ottenuto risultati soddisfacenti in casi di dolore cronico, paralisi di origine ignota, impotenza sessuale e altre condizioni
All’interno di questa collaborazione con la medicina Mapelli pubblicò il caso di trattamento di una paraplegia funzionale guarita dalla psicoterapia, che aveva effettuato presso il servizio ospedaliero del Pirovano. Nello stesso anno pubblicò il suo libro "La psicoinervación. Terapéutica psíquica", per i tipi del prestigioso editoriale El Ateneo Definiva “psicoinnervazione” una tecnica suggestiva per creare delle emozioni in grado, nella sua concezione, di rieducare l’organo che assume, per effetto di un trauma psichico, un funzionamento patologico. Proponeva di utilizzare stimoli emotivi, che chiamò shock coscienti, per raggiungere il subconscio, da lui considerato come l’insieme delle sensazioni percepite e dimenticate dalla coscienza.
Alcuni anni dopo l’ambulatorio di Mapelli al Pirovano fu chiuso. Negli anni Trenta si dedicò così alle ricerche biologiche e all’attività imprenditoriale in campo sanitario, fondando l’Instituto Americano del Suero Nel 1951 la prestigiosa rivista Science diede la notizia della sua morte avvenuta il 2 novembre 1951 in un elenco di clinici importanti con questa citazione: James Mapelli (71), biochimico e psichiatra, Buenos Aires.